# Смолчич, Хрвое
Хрве́е Смо́лчич (хорв. Hrvoje Smolčić; род. 17 августа 2000, Госпич) — хорватский футболист, защитник клуба «Айнтрахт» (Франкфурт).

## Клубная карьера
Родился 17 августа 2000 года в городе Госпич. Начал заниматься футболом в команде «Госпич 91» из родного города, а в 2014 году попал в академию «Риеки».
Дебютировал в первой команде 17 марта 2019 года в матче чемпионата против «Осиек» (3:1) и в том же сезоне выиграл с командой Кубок Хорватии, повторив это достижение и на следующий сезон.

## Карьера в сборной
В 2018—2019 годах сыграл пять матчей за сборную Хорватии до 19 лет, после чего осенью 2019 года сыграл два матча за команду до 20 лет.

## Достижения
«Риека»
- Обладатель Кубка Хорватии (2): 2018/19, 2019/20